# Banjuls internationella flygplats
Banjuls internationella flygplats (IATA: BJL, ICAO: GBYD) är Gambias enda internationella flygplats. Den ligger i Yundum cirka 23 kilometer söder om huvudstaden Banjul.
Flygplatsen byggdes under andra världskriget och invigdes som civil flygplats 1977. Den var nödlandningsplats för NASAs Space Shuttle till år 2001.